# سرای ملک
سرای ملک، روستایی است از توابع بخش مرکزی شهرستان سلماس استان آذربایجان غربی ایران.روستای سرایملک بدلیل قرار گرفتن در دشت سلماس در زمان های نه چندان دور بدلیل وجود آبهای سطحی فراوان از لحاظ کشاورزی از رونق فراوان برخوردار بود ولی به مرور زمان و بدلیل خشکسالی و اصول نادرست کشاورزی بسیاری از چشمه ها خشک و باغات جای خود را به زمین های زراعی دادند.از لحاظ جغرافیایی سرایملک مابین چندین روستا قرار گرفته از سمت جنوب به روستای مغانجوق از سمت شمال به روستای هدر از سمت شمال شرقی بامرکزدهستان کره سنی روستای بزرگ  سیلاب از سمت شرق ریگ آباد و از سمت غرب با روستای وردان همجوار میباشد.و از این لحاظ جز روستاهای مهم دهستان کره سنی میباشد.

## جمعیت
این روستا در دهستان کره سنی قرار داشته و بر اساس سرشماری سال ۱۳۸۵ جمعیت آن ۱۰۰۵نفر (۱۸۷ خانوار) 
بوده‌است.